# Chetone ithomia
Chetone ithomia är en fjärilsart som beskrevs av Jean Baptiste Boisduval 1870. Chetone ithomia ingår i släktet Chetone och familjen björnspinnare. Inga underarter finns listade i Catalogue of Life.